# Staphylea pinnata
Arbre aux chapelets, Faux pistachier, Patenôtrier
Espèce
Staphylea pinnata, en français Patenôtrier, Faux pistachier ou Arbre aux chapelets, est une espèce de plantes à fleurs de la famille des Staphyleaceae. Cet arbuste se rencontre en Europe.

## Description
Staphylea pinnata est un arbuste mellifère de deux à cinq mètres de haut. Ses fleurs blanches odorantes ont un subtil parfum de noix de coco. Ses fruits sont des capsules contenant une graine oléagineuse.

## Répartition
C'est une espèce d'Europe centrale et occidentale, spontanée en Alsace et dans le nord du Jura où elle atteint la limite occidentale de son aire de répartition,.
Ce taxon se rencontre en Albanie, en Allemagne, en Arménie, en Autriche, en Bosnie-Herzégovine, en Bulgarie, en Croatie, en France, en Grèce, en Géorgie, en Hongrie, en Italie, au Luxembourg, en Macédoine du Nord, au Monténégro, en Pologne, en Roumanie, en Serbie, en Slovaquie, en Slovénie, en Suisse, en Syrie, en Tchéquie, en Turquie et en Ukraine.

## Culture
Staphylea pinnata se multiplie facilement par semis ou drageons.

## Utilisations
Depuis le Moyen Âge, les graines de Staphylea pinnata ont été utilisées pour fabriquer des chapelets,.
En septembre-octobre, lorsque ses fruits sont mûrs et que la capsule se fend on peut griller les graines et les consommer. 

## Statut de protection
En France, la plante figure sur la liste des espèces végétales protégées en Alsace.
En Suisse, elle figure sur la liste rouge des plantes.

## Classification
Le nom correct complet (avec auteur) de ce taxon est Staphylea pinnata L..
Ce taxon porte en français les noms vernaculaires ou normalisés suivants : Faux pistachier,,, Nez-coupé,, Staphylier, Staphylier penné,,,.
Staphylea pinnata a pour synonymes :
- Staphylea pinnatifida Gueldenst.
- Staphyllodendron pinnatum (L.) Scop., 1771
- Staphylodendron pinnatum (L.) Crantz